# Кагамлик (село)
Кагамли́к — село в Україні, у Градизькій селищній громаді Кременчуцького району Полтавської області. Населення становить 736 осіб. Орган місцевого самоврядування — Пронозівська сільська рада.

## Географія
Село розташоване на березі невеликої річечки Сухий Кагамлик, яка через 2 км впадає в Кременчуцьке водосховище. Вище за течією річки Кагамлик на відстані 1,5 км розташоване село Бориси. На відстані 0,5 км розташоване село Васьківка. Через село проходить автомобільна дорога Н08 Київ-Дніпро.
Площа населеного пункту — 247,0 га.

## Історія
На околиці села виявлено поховання у супроводі залізних речей (зокрема, залізного серпа) в кургані епохи пізньої бронзи. Поховання здійснене у видовбаних (шляхом випалення) дерев’яних колодах, перекритих деревом
Засноване 1698 (спочатку як група хуторів) чигирин-дібровським сотником Іваном Булюбашем. 1709 цей сотник отримав на Кагамлик лист-надання полковника Лубенського полку. Належало до Чигирин-Дібровської сотні Лубенського полку. 
У 1726-1730 роках разом із присілками Недогарок, Шостаківка та Кривуші належало до Власівської сотні і в 1726 році мало 119 дворів. Відтак, увійшло до Градиської сотні Миргородського полку Київського намісництва і згідно із описом Київського намісництва 1781 року значилося як "хутір монастиря Городиського" та мало всього 8 хат.
День села — 14 жовтня.

## Населення
Станом на 1 січня 2011 року населення села становить 671 громадяни з кількістю дворів — 344.
Згідно з переписом УРСР 1989 року чисельність наявного населення села становила 762 особи, з яких 326 чоловіків та 436 жінок.
За переписом населення України 2001 року в селі мешкало 736 осіб.

### Мешканці
В селі народився Моцак Михайло Андрійович (1923—2012) — український скульптор, майстер художнього фарфору. 

### Мова
Розподіл населення за рідною мовою за даними перепису 2001 року:
| Мова       | Відсоток |
| ---------- | -------- |
| українська | 97,69 %  |
| російська  | 1,63 %   |
| білоруська | 0,54 %   |
| молдовська | 0,14 %   |

## Економіка
Село є відділком ТОВ СГП «Надія» з молочнотоварною фермою та тракторною бригадою, яка тимчасово стала закритою з початком російсько-української війни. Також на території села розташоване приватне підприємство «Будівельні матеріали» з виробництва паленої цегли.

## Інфраструктура
У селі працює
- фельдшерсько-акушерський пункт
- сільський клуб
- продовольчі магазини

Село газифіковане.

## Культура

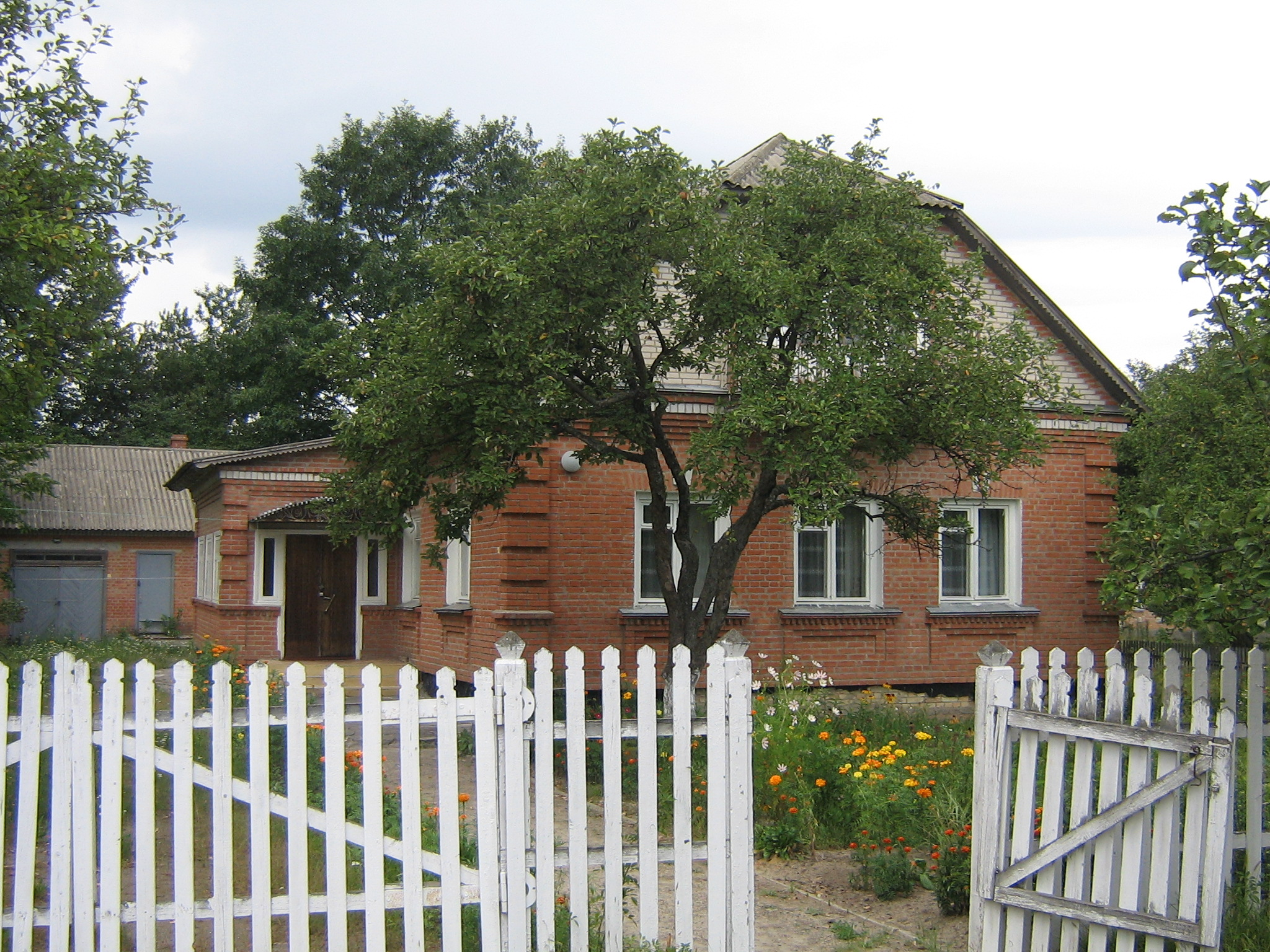
Садиба із села Кагамлик у Національному музеї народної архітектури та побуту України

У Національному музеї народної архітектури та побуту України в Києві у відділі Українське село 60-х — 70-х років ХХ століття представлена хата із села Кагамлик з внутрішнім інтер'єром 60—70-х років XX століття.

### Пам'ятки
У селі є пам'ятка-меморіальний комплекс: Братська могила воїнів радянсько-німецької війни і пам’ятний знак полеглим воїнам-односельцям, споруджений 1956 року.